# 원조 (북위)
원조(元釗, 526년 ~ 528년)는 중국 남북조 시대 북위의 임시 황제이다. 효문제 증손자로, 경조왕(京兆王) 원유(元愉)의 차남인 임조왕(臨洮王) 원보휘(元寶暉)의 외아들이다. 위서와 북사에서는 일반적으로 어린 군주를 일컬을 때 사용하는 호칭인 유주(幼主)로 지칭되고 있다.

## 생애
526년에 임조왕 원보휘의 유일한 아들로 태어났다. 이후에 원보휘가 원조를 세자로 삼았다.
528년에 원보휘가 죽었으므로 세자로서 임조왕의 작위를 이어야 했지만 영태후가 정권을 계속 휘두르기 위해서 이미 즉위한지 하루 밖에 안된 효명제의 딸를 폐위하고 원조를 맞아들여 황제로 세웠다. 이때 원조는 겨우 3살이었다.
당시 북위의 조정은 영태후를 중심으로 한 귀족들과 이주영을 중심으로 한 지방 군벌들로 나뉘어 있었다. 영태후가 효명제를 살해하고 그의 딸을 아들로 속이고 황제로 세웠을 때부터 영태후와 이주영과의 사이는 급격히 차가워졌으며, 영태후가 다시 원조를 세우기에 이르러 이주영은 화가 나서 이에 반발하여 효문제의 동생인 팽성무선왕 원협의 셋째 아들 원자유를 효장제로 세우고 군사를 이끌어 낙양으로 내려와 영태후와 원조를 사로잡았다. 이주영이 그들을 이끌고 황하로 갔고, 이때 영태후가 이주영에게 펼쳐서 말한 것이 매우 많았는데, 이주영이 듣다 말고 자리에서 일어나 소매를 털고 영태후와 원조를 황하에 던져 죽였다.
이후 고환이 이주영 세력이 멸망당한 뒤 영태후와 원조의 시신을 황하에서 건져서 장례를 지낸 뒤 안장했다.
| 전 임 북위 효명제의 딸 | 제-대 북위 황제 528년 | 후 임 효장제 원자유 |